# Luchthaven Zjoekovski
Zjoekovski Internationale luchthaven (Russisch: Аэропорт Жуковский, voorheen Аэропорт Раменское), is de naam van de luchthaven nabij de stad Zjoekovski in de Russische oblast Moskou, ongeveer 40 kilometer ten zuidoosten van Moskou gelegen. Voorheen werd de naam Ramenskoje gebruikt, maar sinds 2016 is de naam veranderd naar Zhukovsky International Airport, verwijzend naar de stad waar het vliegveld geografisch gezien is gelegen.
Het is de vierde internationale burgerluchthaven van Moskou. De stad is vernoemd naar Nikolaj Zjoekovski, een wiskundige en professor in de aerodynamica, die geldt als de vader van de Russische luchtvaart.
De luchthaven wordt uitgebaat door de joint-venture Ramport Aero (een samenwerking van de Litouwse Avia Solutions Group (75%) en het Russische staatsbedrijf Rostec (25%).
De luchthaven werd officieel geopend door Ruslands Eerste Minister Dmitri Medvedev op maandag 30 mei 2016.
Het vliegveld diende ook als een belangrijk testcentrum voor de Russische luchtvaart, en werd ook gebruikt voor het ruimtevaartprogramma met het ruimteveer Boeran.
Met een lengte van 5402 m heeft de luchthaven de langste baan in Europa, en de op een na langste ter wereld na Luchthaven Chamdo Bangda in Tibet.

## Luchtvaartmaatschappijen en bestemmingen

### Passagiers
Vanaf 20 juni 2016 starten de internationale vluchten vanuit 2 GOS-landen:  Air Kyrgyzstan uit Kirgizië vliegt vanuit Bisjkek en Osh, en SCAT uit Kazachstan vliegt vanaf Aqtau, Aqtöbe, Astana en Şımkent.

### Cargo
Een overeenkomst werd gesloten met Aviastar-TU and Sky Gates Airlines.